# Jon Brown
Pour les articles homonymes, voir Brown.
Cet article possède un paronyme, voir Jonathan Brown.
Jonathan Michael Brown dit Jon Brown (né le 27 février 1971 à Bridgend) est un athlète britannique naturalisé canadien en 2008, spécialiste des courses de fond.

## Biographie
Concourant sous les couleurs du Royaume-Uni, il remporte le titre individuel des championnats d'Europe de cross-country 1996, à Charleroi en Belgique, devant le Portugais Paulo Guerra et le Français Mustapha Essaïd. Il s'adjuge par ailleurs le titre par équipes en 1999 ainsi que deux médailles de bronze (en individuel en 1999 et par équipes en 1995).
Il participe à trois Jeux olympiques consécutifs. Dixième du 10 000 mètres en 1996, il termine à deux reprises au pied du podium de l'épreuve du marathon, à Sydney en 2000 et à Athènes en 2004.
Il obtient la nationalité canadienne en 2008.

### Palmarès
| Date | Compétition                    | Lieu      | Résultat | Épreuve     | Temps           |
| ---- | ------------------------------ | --------- | -------- | ----------- | --------------- |
| 1995 | Championnats d'Europe de cross | Alnwick   | 3e       | Par équipes |                 |
| 1996 | Championnats d'Europe de cross | Charleroi | 1er      | Individuel  |                 |
| 1996 | Jeux olympiques                | Atlanta   | 10e      | 10 000 m    | 27 min 59 s 72  |
| 1999 | Championnats d'Europe de cross | Velenje   | 3e       | Individuel  |                 |
| 1999 | Championnats d'Europe de cross | Velenje   | 1er      | Par équipes |                 |
| 2000 | Jeux olympiques                | Sydney    | 4e       | Marathon    | 2 h 11 min 17 s |
| 2004 | Jeux olympiques                | Athènes   | 4e       | Marathon    | 2 h 12 min 26 s |

### Records
| Épreuve  | Performance    | Lieu      | Date          |
| -------- | -------------- | --------- | ------------- |
| 10 000 m | 27 min 18 s 14 | Bruxelles | 28 août 1998  |
| Marathon | 2 h 9 min 31 s | Londres   | 17 avril 2005 |